# Tierärztekammer
Die Tierärztekammern (TÄK) oder Landestierärztekammern (LTK) sind berufsständische Körperschaften des öffentlichen Rechts. Sie ordnen die Belange der Tierärzte im freien (niedergelassenen) Beruf und ihre Ausbildungsfragen. Sie nehmen die ihnen auf der Grundlage des Landesrechts, den Heilberufe-Kammergesetzen, übertragenen Aufgaben eigenverantwortlich wahr. Das jeweils zuständige Landesministerium übt die Rechtsaufsicht (jedoch nicht die Fachaufsicht) aus.
In Deutschland führt jedes Bundesland eine eigene Tierärztekammer. Einzige Ausnahme hiervon ist Nordrhein-Westfalen: Hier besteht die Kammer aus der TÄK Westfalen-Lippe und TÄK Nordrhein. Jeder in der kurativen Praxis tätige Tierarzt ist Pflichtmitglied in der für seinen Tätigkeitsbereich zuständigen Landeskammer.
In Deutschland wurde die erste Tierärztekammer im Jahre 1907 in Baden konstituiert, auf der Grundlage eines Gesetzes „betreffend die Rechtsverhältnisse des Sanitätspersonals“.

## Aufgaben
Hauptaufgaben der Tierärztekammern sind:
- Erstellung der Berufsordnung
- Überwachung der Einhaltung des tierärztlichen Standesrechts
- Angebote und Kontrolle der tierärztlichen Fort- und Weiterbildung
- Schlichtung von Streitigkeiten unter Tierärzten
- Überwachung der Ausbildung zum Tiermedizinischen Fachangestellten (früher: „Tierarzthelfer“)
- Anerkennung von Fachtierarztbezeichnungen, Schwerpunkten und Zusatzbezeichnungen bei Tierärzten
- Überwachung der Einhaltung der tierärztlichen Gebührenordnung (GOT)
- Begehung und Zulassung von Tierärztlichen Kliniken.
- Zertifizierung von Qualitäts-Managementsystemen (QM) in Tierarztpraxen und Tierkliniken
- Einrichtung und Überwachung der berufsständischen Versorgungseinrichtungen (z. B. Versorgungswerke für Tierärzte als standesrechtliche Rententräger)

Mitglieder oder Delegierte von Tierärztekammern wirken in anderen staatlichen und gesellschaftlichen Gremien mit, so z. B. in Landesgesundheitsräten, Tierschutzräten u. Ä.

## Struktur
Der Vorstand einer Tierärztekammer besteht aus dem Präsidenten, dem Vizepräsidenten und einem Geschäftsführer. Spezielle Aufgaben werden in den Ausschüssen bearbeitet (z. B. Fachtierarztausschuss, Finanzausschuss, Berufsbildungsausschuss).

## Deutsche Bundestierärztekammer
Zu Zeit des Nationalsozialismus bestand eine Reichstierärztekammer. Eine „Arbeitsgemeinschaft der westdeutschen Tierärztekammern“ wurde schon im Mai 1947 gegründet. Diese wurde 1994 als Bundestierärztekammer (BTK) neu konstituiert und fungiert heute, nach einer weiteren Änderung ihrer Statuten im Jahre 2003, als eingetragener Verein. Sie publiziert eine monatliche Mitteilungszeitschrift, das Deutsche Tierärzteblatt.

## Österreichische Tierärztekammer
In Österreich existiert zur Vertretung und Förderung der wirtschaftlichen Interessen und der Standesinteressen der Tierärztinnen und Tierärzte die Österreichische Tierärztekammer, eine Körperschaft öffentlichen Rechts mit Sitz in Wien. Ihr Wirkungsbereich erstreckt sich auf das gesamte Bundesgebiet. Jedes Bundesland hat eine Außenstelle der Kammer.